# Cuyuni
Cuyuni (španělsky Río Cuyuni, anglicky Cuyuni River) je řeka ve Venezuele a v Guyaně v Jižní Americe. Je 600 km dlouhá. Povodí má rozlohu 80 000 km².

## Průběh toku
Pramení na severovýchodě centrální části Guyanské vysočiny. Teče převážně po jejím nízkém a kopcovitém svahu, přičemž vytváří četné peřeje a vodopády. Ústí do estuáru řeky Essequibo.

## Vodní režim
Nejvyšší vodní stavy jsou na dolním toku v létě a na celém toku na přelomu zimy a jara. Vysoký vodní stav však přetrvává po celý rok. Průměrný roční průtok na hranicích Venezuely s Guyanou činí 1050 m³/s.

## Využití
V povodí se nacházejí významná naleziště zlata.